# Долгопятообразные
Долгопятообразные (лат. Tarsiiformes) — инфраотряд приматов из подотряда Haplorhini, ранее распространённых в Европе, Северной Африке, Азии и Северной Америке, однако теперь живущих лишь на островах Юго-Восточной Азии. Долгопяты являются единственными современными представителями этого инфраотряда, также сюда включают вымершие Tarsius eocaenus из эоцена и Tarsius thailandicus из миоцена. Два вымерших рода, Xanthorhysis и Afrotarsius, считаются близкими родственниками современных долгопятов и также рассматриваются в составе долгопятообразных, при этом первый входит в семейство долгопятовых, а второй рассматривается как incertae sedis (без ранга). Омомиморфы часто рассматриваются как вымершие родственники или даже предки долгопятов и классифицируются в составе долгопятообразных. Другие вымершие приматы — Microchoeridae и Carpolestidae и Eosimiidae, включались в состав группы, хотя такая классификация оспаривается. Eosimiidae также иногда включаются в инфраотряд обезьянообразных приматов. Эти противоречивые классификации лежат в основе современной дискуссии об эволюции ранних приматов. Иногда оспаривается даже включение долгопятообразных в подотряд сухоносых обезьян (Haplorhini). Как и у обезьянообразных, у долгопятообразных есть мутация в гене L-гулонолактоноксидазы (GULO), которая обуславливает потребность в витамине С в рационе. Поскольку стрепсириновые (мокроносые) приматы не имеют этой мутации и сохранили способность вырабатывать витамин С, генетический признак, обуславливающий потребность в нём в рационе, будет иметь тенденцию помещать долгопятообразных в ряды гаплориновых (сухоносых) приматов.
Молекулярный анализ предполагает, что инфраотряд Tarsiiformes, единственным оставшимся семейством которого является семейство долгопятов (Tarsiidae), ответвился от других гаплориновых 70 млн л. н., согласно митохондриальной ДНК.

## Классификация
Обычно в состав таксона включают современных долгопятов, вымерших омомиформов, два вымерших рода и два вымерших вида в составе рода Tarsius (долгопяты).
- Подотряд Haplorhini
  - Инфраотряд Долгопятообразные (Tarsiiformes) (иногда в эту группу включают также Ekgmowechashala, Kohatius, Altanius и Altiatlasius[2])
    - † Семейство Archicebidae[11]
    - † Семейство Омомииды (Omomyidae) (положение этого таксона оспаривается)
    - Семейство Долгопятовые (Tarsiidae) (долгопятовые здесь разделены, по предложенной в 2010 году классификации, на три современных и два вымерших рода[12])
      - † Род Afrotarsius (иногда род выделяют в отдельное семейство Afrotarsiidae в составе либо долгопятообразных[4], либо обезьянообразных[6])
      - † Род Xanthorhysis
      - Род Tarsius
      - Род Cephalopachus
      - Род Carlito

  - Инфраотряд Обезьянообразные